# (90140) Gómezdonet
(90140) Gómezdonet (2002 YK2) – planetoida z pasa głównego asteroid okrążająca Słońce w ciągu 3,67 lat w średniej odległości 2,38 j.a. Odkryta 28 grudnia 2002 roku.